# Вернер, Отто
Отто Вернер (хорв. Otto Werner; 29 апреля 1908, Рума — 5 ноября 1981, Загреб) — югославский инженер и педагог. Создатель конструкции потолочных перекрытий, известной под названием «оболочка Вернера».

## Биография
Отто Вернер родился в 1908 году в городе Рума. В 1931 году окончил Технический факультет Загребского университета, после чего остался в его стенах для работы ассистентом профессора. В 1941 году получил степень доктора технических наук за свою диссертацию по теме «Приложение к расчёту скручивания плиты из-за крутильного сопротивления опоры в монолитных железобетонных конструкциях». Следующие тринадцать лет после защиты диссертации Вернер проработал на одном из цементных заводов, а также в архитектурном институте PLAN в хорватской столице. В 1954 году он вернулся в свою альма-матер, где занял пост преподавателя на инженерном факультете, что через пять лет привело Вернера к получению звания профессора. Помимо преподавательской деятельности, он также продолжал работать по специальности, так как его навыки как инженера были востребованы не только в Югославии, но и в странах по всему миру. В одной из зарубежных поездок Вернер познакомился с венгерским инженером Палом Чонкой, совместно с которым разработал известную по всей Европе «оболочку Вернера» — конструкцию потолочных перекрытий, идеально подходящую для использования в цехах промышленных предприятий за счёт наличия решётчатых диафрагм без промежуточных стержней и отсутствия необходимости в дополнительных фермах между арочными перекрытиями. За свои заслуги в 1977 году он был награждён одним из видов Государственной премии по науке Республики Хорватия.